# Vepris suaveolens
Vepris suaveolens är en vinruteväxtart som först beskrevs av Adolf Engler, och fick sitt nu gällande namn av W. Mziray. Vepris suaveolens ingår i släktet Vepris och familjen vinruteväxter. Utöver nominatformen finns också underarten V. s. letesrantii.